# Action du 6 décembre 1941
Front de l'Est (Seconde Guerre mondiale)
Batailles
- Constanța
- 26 juin 1941
- 9 juillet 1941
- München
- Odessa
- Crimée (1941)
- 6 décembre 1941
- Jibrieni
- Cap Burnas
- Kertch-Eltigen
- Crimée (1944)

- Raids soviétiques de surface
- Opérations navales roumaines

Campagnes sous-marines
- 1941
- 1942
- 1943
- 1944

L'action du 6 décembre 1941 est un affrontement entre la marine bulgare et un sous-marin soviétique en mer Noire pendant les campagnes de la mer Noire (1941-1944) de la Seconde Guerre mondiale, qui se déroule près de la côte bulgare, au Cap Éminé.

## Contexte
Lorsque l'invasion de l'Union soviétique par l'Axe (Opération Barbarossa) a commencé en juin 1941, la Bulgarie n'a pas déclaré la guerre à l'Union soviétique et n'a pas non plus contribué à l'invasion terrestre. Le pays a cependant offert un soutien naval à l'Axe, permettant aux navires de guerre de l'Axe d'utiliser les ports bulgares et a même utilisé trois de ses torpilleurs (y compris le Drazki) pour escorter les navires de guerre roumains alors qu'ils posaient des mines le long de la côte bulgare en octobre 1941, ces actions faisant de la côte bulgare une cible pour la flotte de la mer Noire soviétique.

## L'engagement

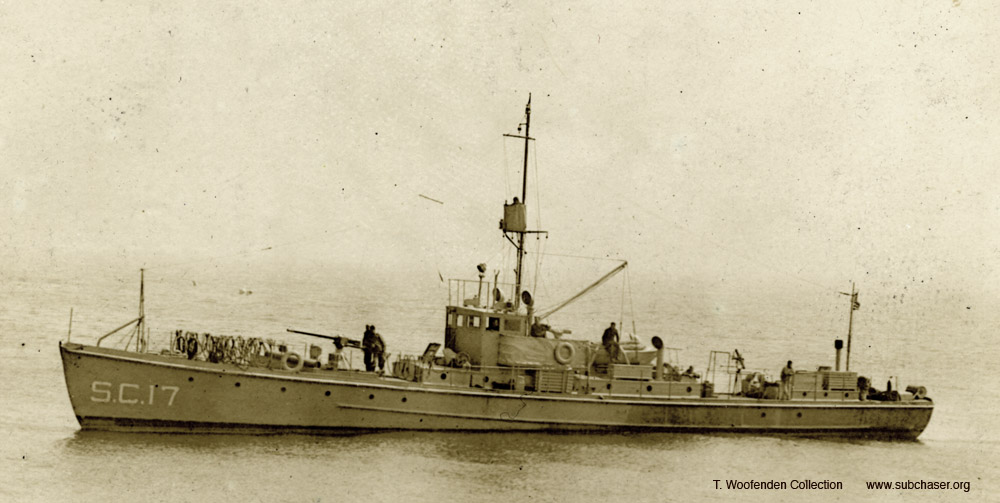
Les chasseurs de sous-marins bulgares étaient du type américain SC-1

Le 1er Décembre 1941, plusieurs sous-marins soviétiques, y compris le Shch-204  ( capitaine Gricenko) de classe Shchuka, sont envoyés en patrouille le long de la côte bulgare. Le 6 décembre, le Shch-204 est repéré près du cap Éminé, à 20 miles au large de Varna, par un hydravion bulgare Arado Ar 196. Les chasseurs de sous-marins bulgares Belomorets  et Chernomorets arrivent bientôt sur les lieux. Avec l'avion, ils attaquent le sous-marin soviétique avec des charges de profondeur, le coulant avec un équipage de 38 hommes.

## Conséquences
Le résultat de cet engagement est la victoire navale bulgare la plus importante de la Seconde Guerre mondiale. Le Shch-204 est le seul sous-marin allié coulé par la Marine bulgare. Par cette victoire, la Marine bulgare a démontré sa disponibilité et sa capacité à travailler avec ses homologues allemands et roumains en mer Noire pour la défense des côtes et des convois de l'Axe. 

### Articles externes
- (ru) Flotte de la mer Noire